# Udell (Iowa)
Udell es una ciudad ubicada en el condado de Appanoose en el estado estadounidense de Iowa. En el Censo de 2010 tenía una población de 47 habitantes y una densidad poblacional de 56,89 personas por km².

## Geografía
Udell se encuentra ubicada en las coordenadas 40°46′49″N 92°44′34″O / 40.78028, -92.74278. Según la Oficina del Censo de los Estados Unidos, Udell tiene una superficie total de 0.83 km², de la cual 0.83 km² corresponden a tierra firme y (0%) 0 km² es agua.

## Demografía
Según el censo de 2010, había 47 personas residiendo en Udell. La densidad de población era de 56,89 hab./km². De los 47 habitantes, Udell estaba compuesto por el 95.74% blancos, el 0% eran afroamericanos, el 0% eran amerindios, el 0% eran asiáticos, el 0% eran isleños del Pacífico, el 2.13% eran de otras razas y el 2.13% pertenecían a dos o más razas. Del total de la población el 2.13% eran hispanos o latinos de cualquier raza.